# Estádio das Salésias
Estádio das Salésias – stadion piłkarski w Lizbonie (w dzielnicy Belém), stolicy Portugalii. Został otwarty 29 stycznia 1928 roku. Od momentu otwarcia do 1956 roku swoje spotkania rozgrywali na nim piłkarze klubu CF Os Belenenses. Po 1956 roku obiekt pozostał opuszczony, aż do ponownego otwarcia po rewitalizacji w 2016 roku.

## Historia
Pierwszym boiskiem klubu CF Os Belenenses było Campo do Pau de Fio. Ponieważ obiekt ten nie spełniał wymagań rozgrywek, drużyna musiała przenieść się na wynajmowany Estádio do Lumiar. 29 stycznia 1928 roku Belenenses zainaugurowało swój własny stadion, Estádio das Salésias. W 1937 roku, po modernizacji, stadion stał się najlepszym obiektem piłkarskim w kraju. Arena wyposażona była m.in. w trawiaste boisko, bieżnię lekkoaltetyczną, oświetlenie i trybuny mogące pomieścić 21 000 widzów. Obiekt przemianowano wówczas na Estádio José Manuel Soares, na cześć José Manuela Soaresa (pseudonim „Pepe”), zmarłego przedwcześnie piłkarza Belenenses. Po modernizacji, przez niedługi okres (do czasu otwarcia w 1944 roku Stadionu Narodowego), na stadionie swoje spotkania rozgrywała piłkarska reprezentacja Portugalii. Pięciokrotnie na obiekcie odbył się też finał piłkarskiego Pucharu Portugalii (w latach 1939, 1941, 1943, 1944 i 1945). W 1946 roku Belenenses zdobyło mistrzostwo Portugalii. W tym samym roku działacze klubu zwrócili się do władz miasta o środki na rozbudowę Estádio das Salésias. W zamian otrzymali jednak odpowiedź, iż w związku z planami urbanizacji ich obiekt wkrótce zostanie zlikwidowany. Miasto obiecało w zamian przyznanie klubowi innego terenu, na którym miał powstać nowy stadion. W latach 1953–1956, na terenie byłego kamieniołomu, wybudowano więc nowy stadion dla Belenenses. 
Po przenosinach w 1956 roku, zaprzestano korzystania ze starego obiektu. Nie zrealizowano natomiast planów budowy na jego terenie nowych budynków, w związku z czym opuszczony stadion powoli niszczał i zarastał dziką roślinnością. Dopiero po 60 latach obiekt został wyremontowany, otrzymując nową (niepełnowymiarową) murawę i nieduże trybuny na 500 widzów. Ponowna, uroczysta inauguracja miała miejsce 26 maja 2016 roku, w 70. rocznicę zdobycia przez Belenenses tytułu mistrzowskiego. Po ponownym otwarciu stadion służy głównie młodzieży oraz rugbistom.